# 사운드트랙 2
《사운드트랙 #2》(영어: Soundtrack #2)은 디즈니+에서 2023년 12월부터 방영 중인 대한민국의 로맨스, 음악 드라마이다.

## 출연진

### 주요 인물
- 금새록 - 도현서 역
- 노상현 - 지수호 역
- 손정혁 - 케이 역

### 주변 인물
- 권승우 : 창식 역